# Carlo Maderno
Carlo Maderno (Capolago, ca. 1556 - Rome, 30 januari 1629) was een Zwitserse architect van de Romeinse vroegbarok.

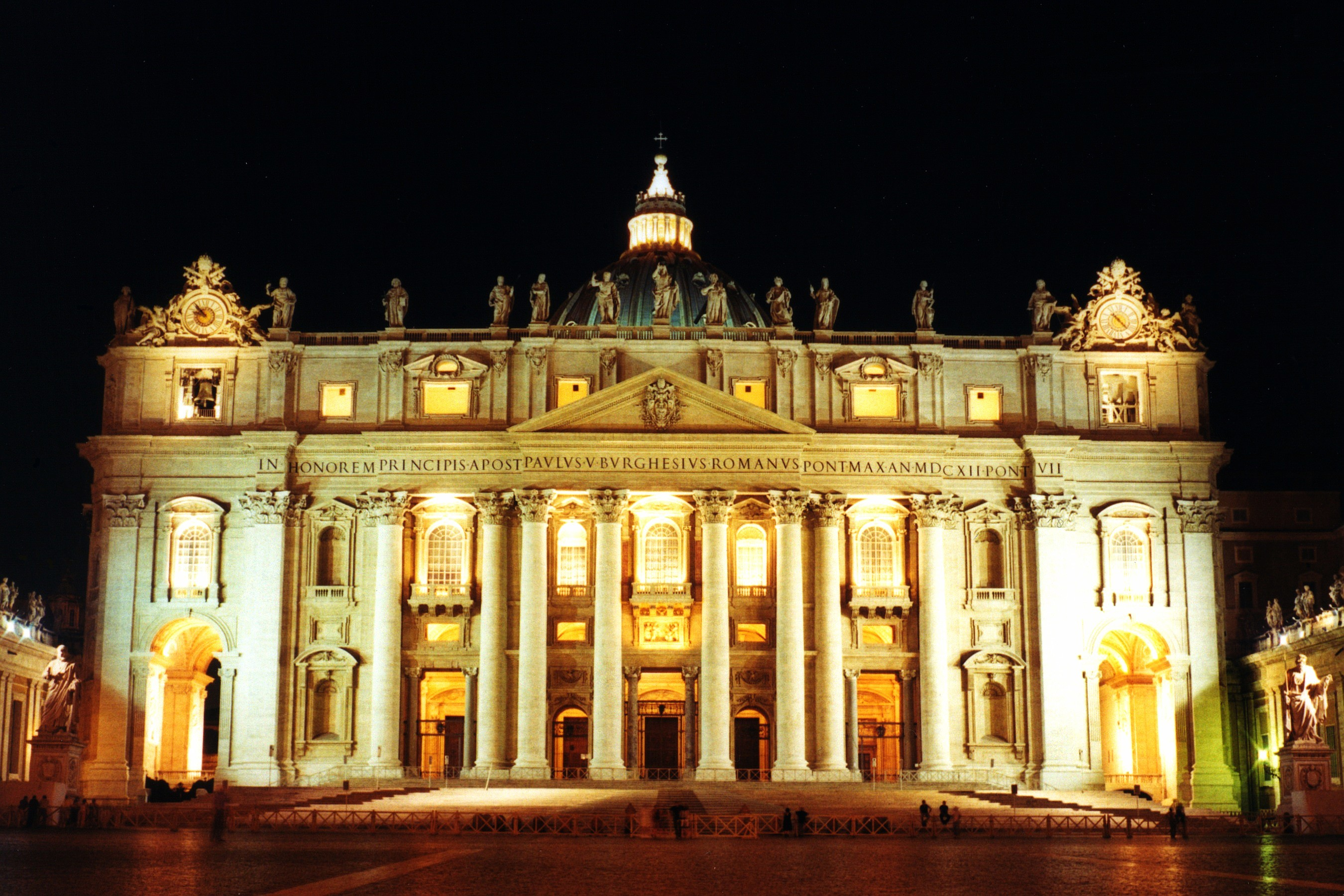
De façade van de Sint-Pietersbasiliek in Rome

## Leven en werk
Carlo Maderno kwam uit een kunstzinnige familie. Zijn broer was de beeldhouwer Stefano Maderno. Hij was een oomzegger van de Romeinse architect Domenico Fontana en een achterneef van Francesco Borromini.
Zijn belangrijkste werken in Rome zijn:
- De kerk van Santa Susanna
- De Basiliek Santa Maria della Vittoria
- Het schip en de façade van de Sint-Pietersbasiliek

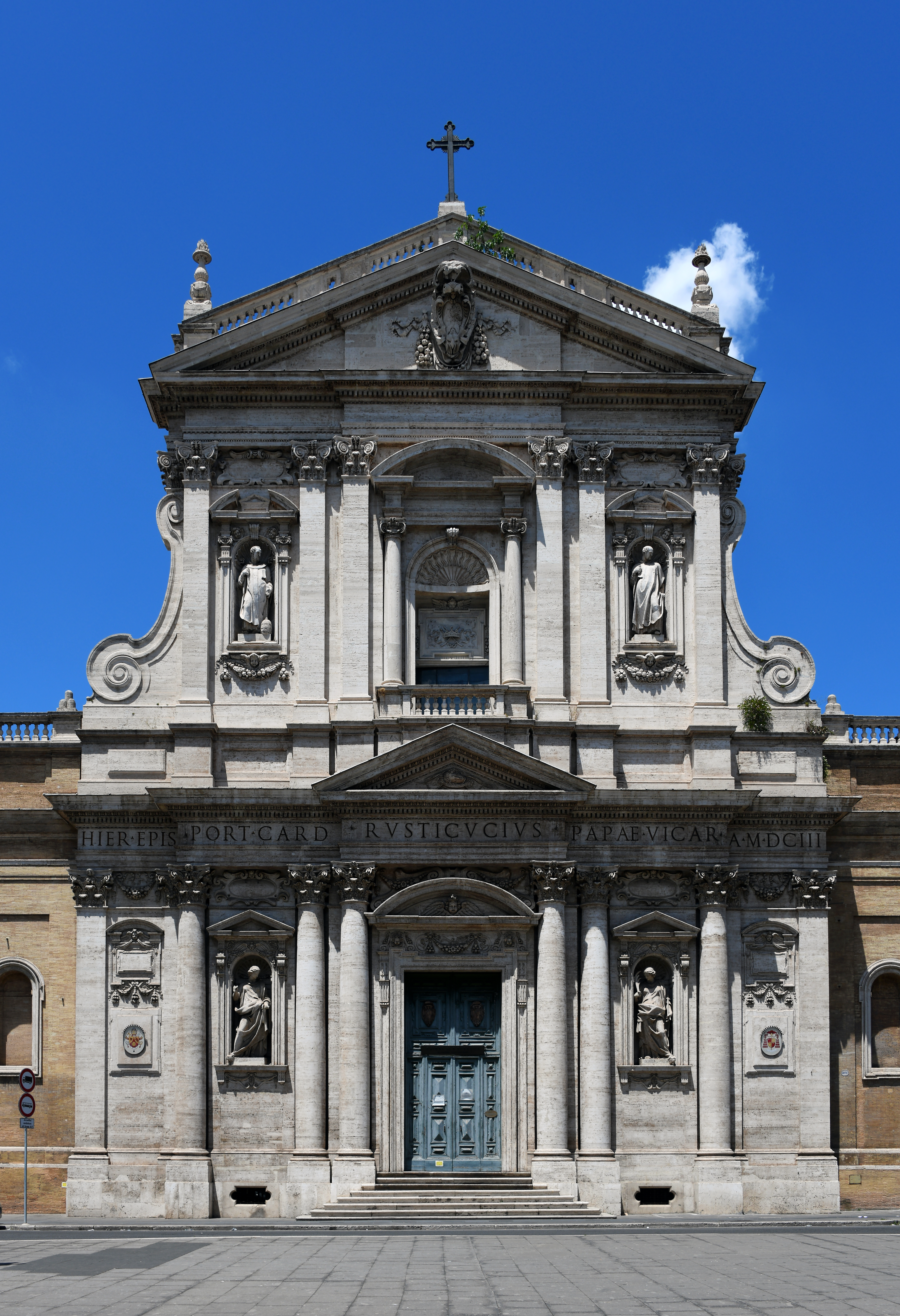
Façade van de Santa Susanna in Rome, (1603)

- Portaal en tuin van het Palazzo del Quirinale
- Palazzo Barberini
- Fontein op het Sint-Pietersplein
- Palazzo Mattei di Giove
- Het hoofdaltaar van de Santa Maria della Pace
- Sant'Andrea della Valle
- San Giovanni dei Fiorentini (waar hij begraven is)

- Bibliothèque nationale de France: cb144976447 (data)
- Gemeinsame Normdatei: 118781197
- Historisch woordenboek van Zwitserland: 011329
- International Standard Name Identifier: 0000 0000 8077 8410
- KulturNav: d052d11f-6da6-4180-9542-a500ba8a4f37
- Library of Congress Control Number: no2001077059
- Nationale Bibliotheek van Tsjechië: mzk2008463715
- Nationale Bibliotheek van Israël: 987007290116305171
- Nederlandse Thesaurus van Auteursnamen: 070704716
- RKD-Nederlands Instituut voor Kunstgeschiedenis: 118294
- Istituto Centrale per il Catalogo Unico: RAVV038293
- LIBRIS: 311649
- SNAC: w6bp7fnc
- Système universitaire de documentation: 058708421
- Union List of Artist Names: 500007668
- Virtual International Authority File: 74649304
- WorldCat: E39PBJbGXr8vxrhV3qy3V3r8YP